# Luke Patience
Luke Patience (Aberdeen, 4 agosto 1986) è un velista britannico.

## Palmarès

### Olimpiadi
- 1 medaglia:
  - 1 argento (Londra 2012 nel 470)

### Mondiali
- 2 medaglie:
  - 2 argenti (Danimarca 2009 nel 470; Perth 2011 nel 470)

### Europei
- 2 medaglie:
  - 1 argento (Grecia 2014 nel 470)
  - 1 bronzo (Turchia 2010 nel 470)